# Strandvägen, Djursholm

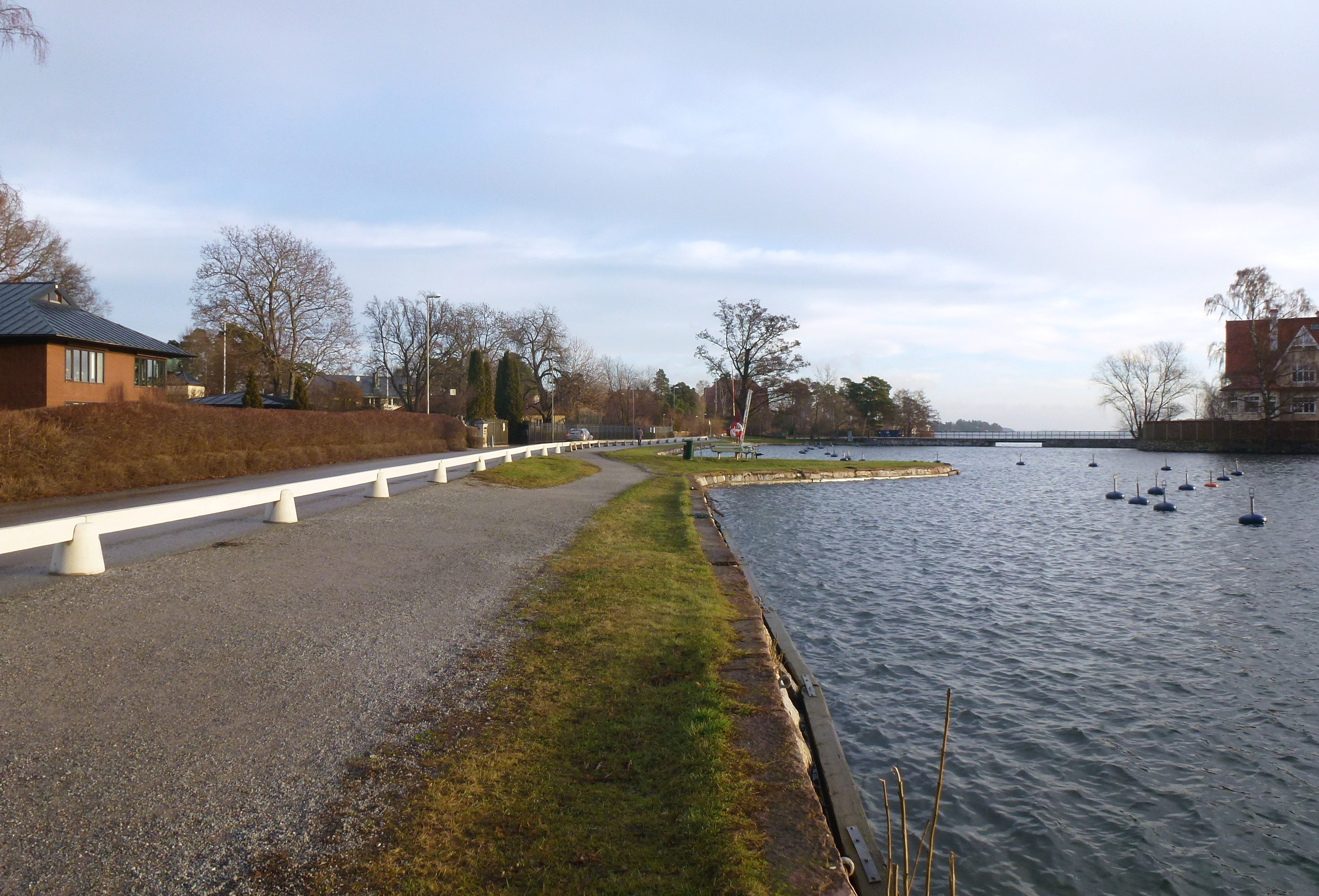
Strandvägen, vy mot norr, längst till höger skymtar Vågaskär.

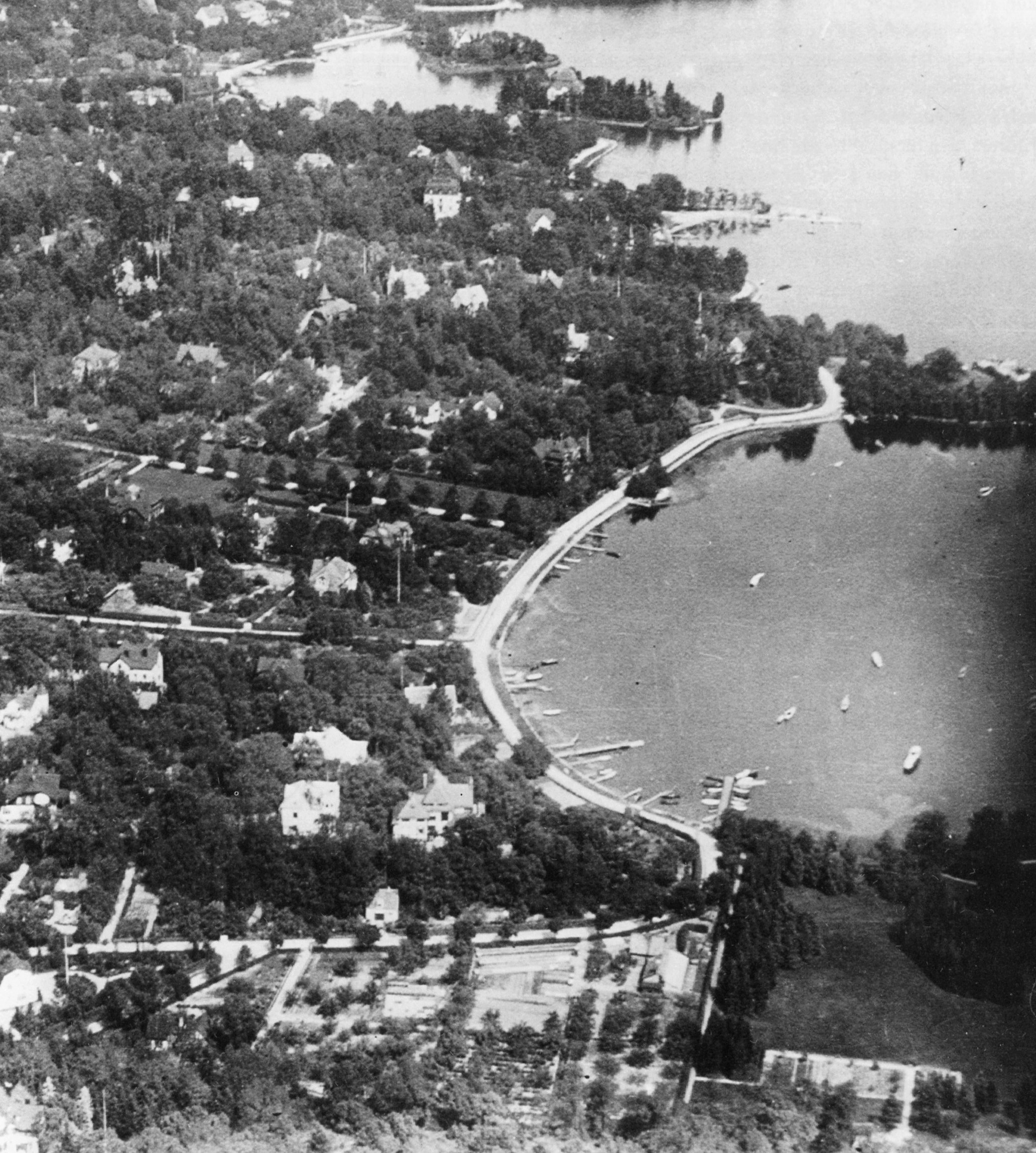
Sveaviken och Strandvägen, 1930-tal.

Strandvägen i Djursholm, Danderyds kommun, är en väg som sträcker sig från Lokevägen vid Sveaviken, utmed Lilla Värtan och Stora Värtan till Germaniaviken, där den övergår i Skandiavägen. Vägen och de hus som ligger utmed den ses ofta som representanter för de mest exklusiva bostadsområdena i Sverige.

## Historik
Strandvägen anlades i samband med att Djursholms villastad grundades år 1889, som en paradgata i direkt anslutning till den nybyggda villastadens centrala bebyggelse. Strandvägen var en av två i det ursprungliga Djursholm som inte namngavs enligt en i övrigt gällande princip, att gatu- och kvartersnamn skulle ha fornnordisk koppling.
Strandvägen skulle öppna upp samhällets gräns mot Värtan, mitt emot Lidingö. Denna ambition beskrevs på följande sätt i det prospekt från år 1889 som skulle locka invånare till villastaden: Den yttersta strandremsan bör af flera skäl blifva hela samhällets gemensamma egendom. Till betryggande häraf anlägges utåt hela stranden en bred väg, som till större delen åstadkommes genom stenfyllning mot sjön. Denna väg kommer att för såväl gående, som åkande och ridande erbjuda en synnerligen angenäm promenad, med vackra och ständigt vexlande utsigter öfver stora och lilla Värtan.

## Intressanta byggnader
Utmed Strandvägen finns många byggnader som är representativa för olika byggnadshistoriska stilepoker i Djursholm. Flera av dem är kulturminnsemärkta. Bland de första villorna som byggdes vid Strandvägen var Villa Alphyddan (Strandvägen 15 / Auravägen 2). Övriga intressanta villor längs Strandvägen är Villa Pauli (arkitekt Ragnar Östberg), öarna Vågaskär (Björn Ulvaeus villa) och Samsö (arkitekt Nils Tesch) samt flera tidstypiska villor vid Gamla Djursholm och Germaniaviken. Nils Tesch ritade även Villa Wehtje vid Strandvägen 21, som 2013 var Ecuadors ambassadörs residens. 
Villa Delin (arkitekt Léonie Geisendorf) med adressen Strandvägen 43, är en representant för en modern arkitektur som i kommunens kulturminnesvårdsprogram år 1985 beskrivs som en "närmast brutalistisk betongvilla". "Med sin avantgardistiska utformning tillhör den redan arkitekturhistorien och kan sägas i hållningen likna de tidiga Djursholmsvilloma som hade individualitet och självhävdelse som adelsmärke". Vid Strandvägen 33 ligger den japanske ambassadörens residens och på nummer 36 återfinns Villa Grimberg, historikern Carl Grimbergs villa i 1920-talsklassicistisks stil signerad Carl-Otto Hallström. Ytterligare ett residens finns längs Strandvägen, det är bostadshuset för Tjeckiens ambassadör, Strandvägen 1. Det nyaste tillskottet är Villa Ekudden (Strandvägen 13A) byggd 1993 för finansmannen Fredrik Lundberg.

## Villor vid Strandvägen (urval)
I byggnadernas husnummer-ordning:
| Bild | Namn            | Nummer | Kvarter         | Kort beskrivning |
| ---- | --------------- | ------ | --------------- | --- |
|      | Villa Solgårda  | 11     | Baldershage     | Villan uppfördes 1898 efter ritningar av ingenjör Hjalmar A. Andersson och har år 2003 av Danderyds kommun klassats som ”värdefull” |
|      | Villa Ekudden   | 13A    | Baldershage     | Nuvarande villan ritades av Gillberg arkitekter och uppfördes 1993 för finansmannen Fredrik Lundberg. |
|      | Villa Alphyddan | 15     | Breidablik      | Villan uppfördes 1892 efter ritningar av arkitekt Johan Albert Nordström och genomgick på 1920-talet en omfattande ombyggnad av arkitekt Karl Güettler. |
|      | Villa Pauli     | 19     | Breidablik      | Villan ritades av arkitekt Ragnar Östberg och färdigställd år 1907. Sedan 1986 är Villa Pauli en medlemsklubb med restaurang och hotell. Fastigheten har år 2003 av Danderyds kommun klassats som ”omistlig” och omfattas i detaljplanen av q-bestämmelser. |
|      | Villa Wehtje    | 21     | Eir             | Nuvarande villan ritades 1939 av arkitekt Nils Tesch för Walter Wehtje och hustrun Gurli. Idag residens för Ecuadors ambassadör i Stockholm. |
|      | Samsö           | 22     | Samsö           | Nuvarande villa uppfördes på 1960-talet för byggmästaren Allan Skarne (dåvarande vd för Ohlsson & Skarne) och ritades av arkitekt Nils Tesch. |
|      | Elivågor 2      | 33     | Elivågor        | Villan uppfördes 1906-1907 efter ritningar av arkitekt Karl Güettler och klassades år 2003 som "omistligt" i en byggnadsinventering av Danderyds kommun. Idag nyttjas villan som residens av Japans ambassadör i Stockholm.                                 |
|      | Vågaskär        | 34     | Vågaskär        | Villan uppfördes på 1890-talet för grosshandlaren R. Thegerström efter ritningar av arkitekt Fredrik Lilljekvist. År 2013 ägdes Vågaskär av textförfattaren och låtskrivaren Björn Ulvaeus.                                                                 |
|      | Villa Grimberg  | 36     | Gamla Djursholm | Villan uppfördes åren 1925-1927 för historikern Carl Grimberg efter ritningar av arkitekt Carl-Otto Hallström. Byggnaden har år 2003 av Danderyds kommun klassats som ”värdefull”.                                                                          |
|      | Villa Delling   | 37     | Delling         | Villan uppfördes 1893 för ingenjören Gerhard Arehn efter ritningar av arkitekterna Kasper Salin och Gustaf Lindgren. Byggnaden har år 2003 av Danderyds kommun klassats som ”omistlig” och omfattas i detaljplanen av q-bestämmelser.                       |
|      | Villa Delin     | 43     | Delling         | Byggnaden med sin avantgardistiska och brutalistiska utformning i rå betong uppfördes 1966-1970 efter ritningar av arkitekt Léonie Geisendorf. |